# Ligne de Chivasso à Aoste
La ligne Chivasso - Aoste est une ligne ferroviaire à écartement normal. Elle est la seule ligne de chemin de fer reliant la Vallée d'Aoste au Piémont et au réseau ferré italien.

## Histoire
La ligne de Chivasso à Ivrée est un embranchement de la ligne de Turin à Novare de la Compagnie du chemin de fer Victor-Emmanuel. Les premières idées visant à relier la Vallée d'Aoste au reste du royaume de Sardaigne ont été recueillies dans un petit volume intitulé Aperçu sur l’utilité d’établir un chemin de fer d’Aoste à Ivrée, publié à Aoste en 1855 par une petite typographie. Construite par l'entreprise de Tommaso Brassey et Carlo Henfrey, concessionnaires des travaux, elle est mise en service en deux étapes : de Chivasso à Caluso le 1er mai 1858 et de Caluso à Ivrée le 12 novembre 1858,.
En mai 1865, l'entrée en vigueur de la loi n° 2279, promut la construction de la ligne de Ivrée à Aoste. Vers la fin du 1875 le tronçon d'Ivrée à Donnas était prêt, et la ligne jusqu'à Aoste fut complétée le 5 juillet 1886.
La ligne de Chivasso à Aoste, définie ironiquement par l'abbé Georges Carrel « la meilleure grammaire de la langue italienne pour la vallée d'Aoste », fut complétée en décembre 1914, et fut confiée au génie ferroviaire jusqu'en 2001, quand le système CTC (Contrôle du Trafic Centralisé) fut mis en place, permettant ainsi de gérer le trafic directement de Turin.
La ligne a été démilitarisée en 2002, les soldats du génie ferroviaire maintenant deux garnisons à Aoste et à Ivrée. Le 28 octobre 1928, à la suite de l'ouverture de la ligne de chemin de fer Aoste - Pré-Saint-Didier, le tronçon Chivasso-Aoste acquit une importance décisive dans le cadre de l'exploitation minière du haut val de Cogne et carbonifère du haut Valdigne.

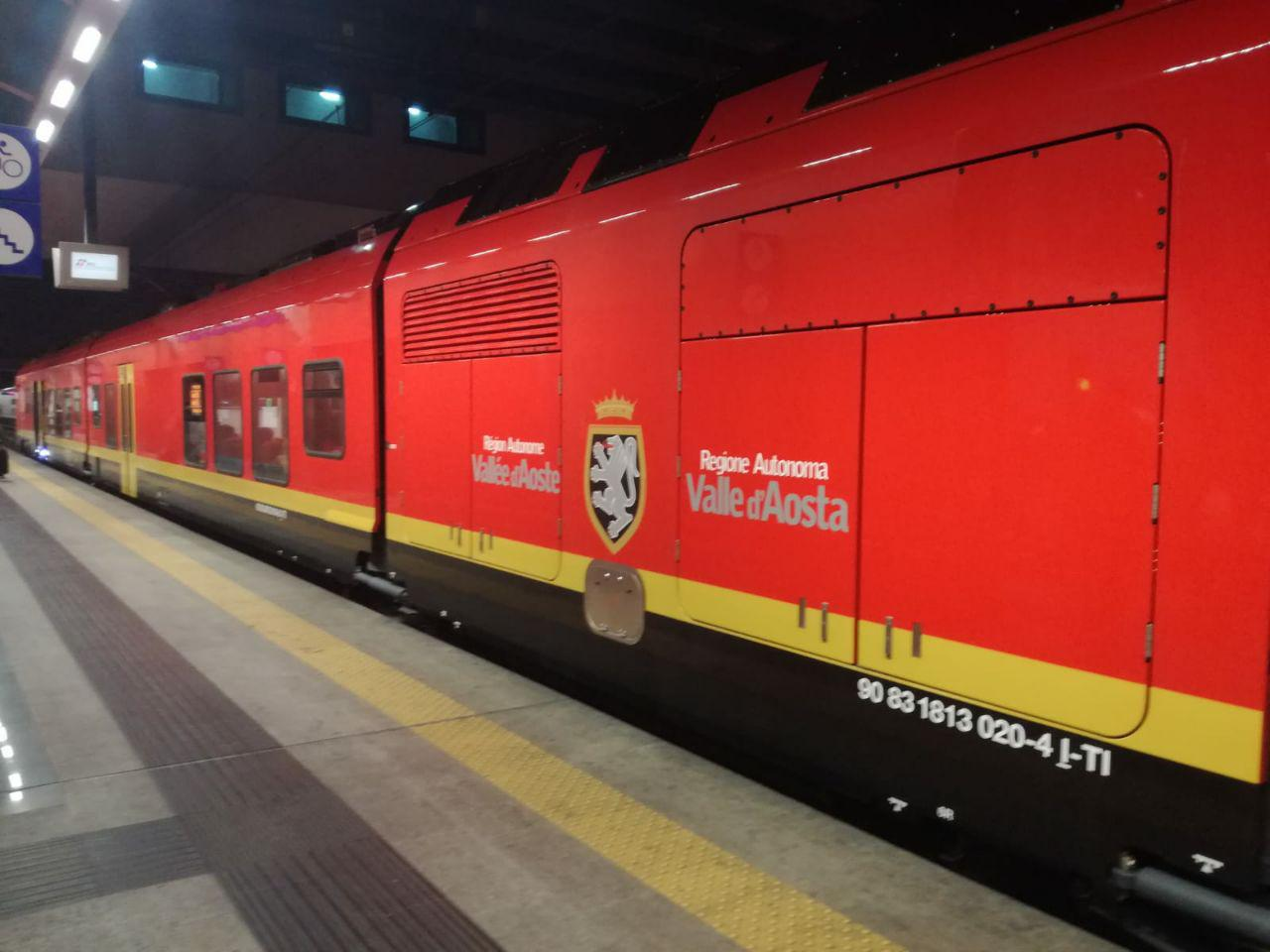
Un des nouveaux trains bimodes, arrêté en gare à Turin-Porte-Suse.

### Électrification de la ligne
Les travaux d'électrification du tronçon de Chivas à Ivrée ont été entamés à l'automne 2004. Le projet concernant le reste de la ligne (Ivrée - Aoste) rentre 10 ans plus tard dans le cadre de la loi régionale n.22, approuvée en 2016 par le Conseil de la Vallée d'Aoste. Ils sont ensuite intégrés dans le plan national de relance et de résilience. La ligne de chemin de fer restera fermée de 2024 à 2026.

## Les caractéristiques

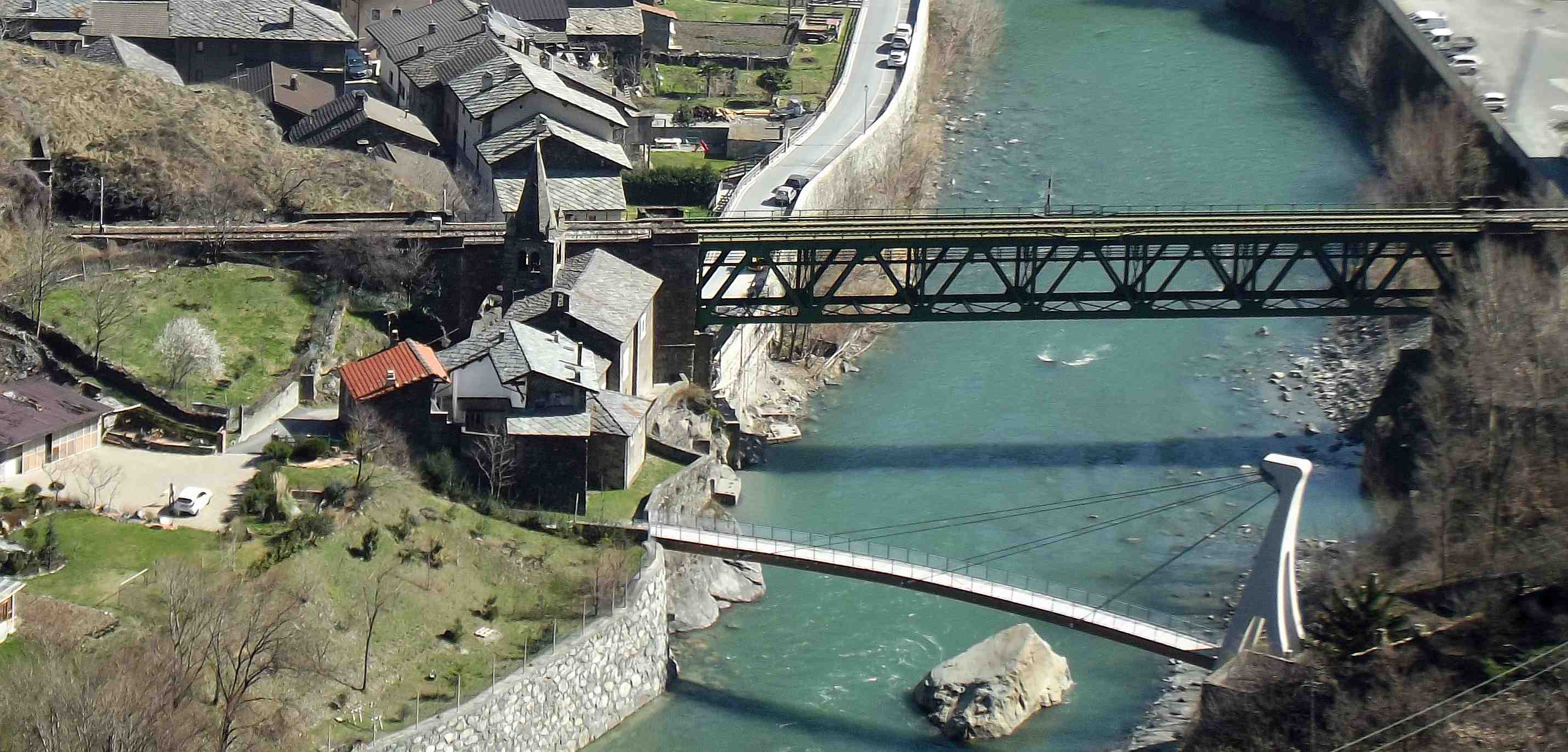
Le pont sur la Doire baltée près du bourg de Montjovet.

La ligne présente une voie unique non électrifiée, sauf pour le tronçon Chivasso-Ivrée, avec une tension de 3 000 volts à courant continu.
Les trains de cette ligne sont tous régionaux, parcourant les trajets d'Aoste à Ivrée ou d'Aoste à Chivasso. Le projet de construction d'une bretelle pour éviter la gare de Chivasso pour les trains d'Aoste à Turin a été envisagée, entre les gares de Brandizzo et de Montanaro.